# Primera División Uruguaya 1923
Il campionato era formato da dodici squadre e il Nacional vinse il titolo.

## Classifica finale
| Pos. | Squadra              | G  | V  | N | P  | GF | GS | Punti |
| ---- | -------------------- | -- | -- | - | -- | -- | -- | ----- |
| 1    | Nacional             | 22 | 18 | 2 | 2  | 58 | 12 | 38    |
| 2    | Rampla Juniors       | 22 | 14 | 6 | 2  | 30 | 12 | 34    |
| 3    | Bella Vista          | 22 | 13 | 4 | 5  | 35 | 16 | 30    |
| 4    | Belgrano             | 22 | 10 | 5 | 7  | 20 | 20 | 25    |
| 5    | Lito                 | 22 | 8  | 8 | 6  | 23 | 21 | 24    |
| 6    | Universal            | 22 | 9  | 4 | 9  | 19 | 24 | 22    |
| 7    | Liverpool            | 22 | 6  | 8 | 8  | 17 | 22 | 20    |
| 8    | Fénix                | 22 | 5  | 8 | 9  | 13 | 20 | 18    |
| 9    | Montevideo Wanderers | 22 | 5  | 6 | 11 | 16 | 24 | 16    |
| 10   | Uruguay Onward       | 22 | 3  | 9 | 10 | 16 | 27 | 15    |
| 11   | Charley              | 22 | 4  | 5 | 13 | 16 | 38 | 13    |
| 12   | Dublín               | 22 | 3  | 3 | 16 | 6  | 33 | 9     |

G = Partite giocate; V = Vittorie; N = Nulle/Pareggi; P = Perse; GF = Goal fatti; GS = Goal subiti; 